# Caserma dei Vigili del Fuoco Alberto De Jacobis
La caserma dei Vigili del Fuoco Alberto De Jacobis è un edificio di Roma, situato su via Marmorata, angolo via Galvani, nel rione Testaccio.

## Storia
La caserma venne costruita fra il 1925 e il 1928 su progetto dell'architetto Vincenzo Fasolo ed inaugurata il 28 ottobre 1929, in occasione del settimo anniversario della marcia su Roma, ed intitolata al vicebrigadiere Alberto De Jacobis, ucciso il 10 settembre 1943 durante l'occupazione tedesca di Roma.
Vi ha sede il I Corpo Vigili del Fuoco "ROMA" I° Settore Ostiense - Comando, Distaccamento Alberto De Jacobis.
L'edificio ospita il Museo Storico dei Vigili del Fuoco "Roma Città del Fuoco", inaugurato il 18 aprile 2002. Il museo espone fotografie e documenti che descrivono l'evoluzione dei soccorsi a Roma e gli incendi che hanno colpito la città dal grande incendio di Roma del 64 a quelli scoppiati durante il bombardamento del 1943.

## Descrizione
Posta all'angolo tra via Marmorata e via Luigi Galvani, la caserma ha una forma semicircolare, con il prospetto su via Marmorata occupato da sette portoni con piattabanda, separate da altrettante lesene a bugnato rustico con capitelli ornati da elmi da pompiere.
L'ingresso è su via Marmorata al numero 15 ed è sovrastato da una torre quadrata con beccatelli.